# Jerry Z. Muller
Jerry Z. Muller (ur. 1954) – amerykański historyk, profesor Catholic University of America. Specjalizuje się w nowożytnej historii Europy, zwłaszcza Niemiec. Współpracuje z takimi pismami jak "Commentary" i "Foreign Affairs".

## Publikacje
- "Adam Smith in His Time and Ours: Designing the Decent Society" (1993)
- "Conservatism: An Anthology of Social and Political Thought from David Hume to the Present" (1995)
- "The Mind and the Market: Capitalism in Modern European Thought" (2002).